# Chad Ridgely
Chad Ridgely (* im 20. Jahrhundert in Washington, D.C.) ist ein US-amerikanischer Schauspieler, Synchronsprecher, Filmschaffender und Komiker.

## Leben
Ridgely wuchs in einem Vorort von Washington, D.C. auf. Er erlangte seinen Bachelor of Arts an der University of Maryland, College Park und arbeitete über zehn Jahre als Polizeibeamter im Großraum von Washington, D.C. Er war außerdem als Ausbilder an einer Polizeiakademie tätig, stieg in den Rang eines Leutnants auf und erhielt unter anderem die Auszeichnungen „Polizeibeamter des Jahres“ und „Gemeinschaftsdienstbeauftragter des Jahres“. Nach seinem Umzug nach Los Angeles arbeitete er als Leibwächter für viele Prominente und Führungskräfte der Branche.
Das erste Mal im Fernsehen war er 1992 in der Show America’s Most Wanted. 1999 folgten kleinere Besetzungen in den Filmproduktionen Auf die stürmische Art und Ich liebe Dick sowie 2000 in Blair Witch 2. Ab Mitte der 2000er trat er in mehreren Kurzfilmen als Darsteller in Erscheinung. Von 2014 bis 2015 wirkte er in acht Episoden der Fernsehserie Jump Outs mit. 2023 stellte er im Mockbuster Transmorphers 2: Kriegsbestien-Mech die Rolle des Colonel Wilks dar.
Er ist Gründer von Gründer von Full Auto Films und darüber als Filmproduzent, -regisseur und Drehbuchautor tätig.

## Filmografie (Auswahl)

### Schauspiel
- 1992: America’s Most Wanted (Fernsehshow)
- 1999: Auf die stürmische Art (Forces of Nature)
- 1999: Ich liebe Dick (Dick)
- 2000: Blair Witch 2 (Book of Shadows: Blair Witch 2)
- 2004: The Inn
- 2005: M.O.S. (Kurzfilm)
- 2005: Full Circle (Kurzfilm)
- 2005: Snap (Kurzfilm)
- 2005: Eventide (Kurzfilm)
- 2006: MacGuffin (Kurzfilm)
- 2006: Bluefield
- 2006: Bullet of Life (Kurzfilm)
- 2006: Face to Face (Kurzfilm)
- 2006: Carpe Duncan (Kurzfilm)
- 2007: Medical Detectives – Geheimnisse der Gerichtsmedizin (Forensic Files, Fernsehdokuserie, Episode 11x38)
- 2007: Got My Eye on You
- 2007: Dead End
- 2007: Psychic Detectives (Fernsehserie, Episode 5x08)
- 2007: Incredible Human Machine (Fernsehdokumentation)
- 2008: The Wire (Fernsehserie, 3 Episoden)
- 2008: Take Home Handyman (Fernsehserie, Episode 2x09)
- 2008: Inside (Fernsehdokuserie, Episode 2x06)
- 2008: Inconvenience (Kurzfilm)
- 2008: Conviction (Fernsehdokuserie, 3 Episoden)
- 2008: Missing Persons Unit (Fernsehserie, 2 Episoden, verschiedene Rollen)
- 2008: Dead Wife (Kurzfilm)
- 2009: Piyalir Password
- 2009: The Next Morning (Kurzfilm)
- 2009: Amateur Hour Comedy Show (Kurzfilm)
- 2010: The Chad Ridgely Show (Fernsehserie, Episode 1x01)
- 2010: Whispers (Kurzfilm)
- 2010 Robert De Niro Loves Porn (Kurzfilm)
- 2011 What We Live By (Kurzfilm)
- 2011 Sketchers Comedy Special
- 2012 California Winter
- 2013 The Hand of Now (Kurzfilm)
- 2013: Acting with Sharks (Kurzfilm)
- 2013: Murder Eleven
- 2013: Anklage: Mord – Im Namen der Wahrheit (The Trials of Cate McCall)
- 2013: Time Capsule (Kurzfilm)
- 2014–2015: Jump Outs (Fernsehserie, 8 Episoden)
- 2015: Paper Planes (Kurzfilm)
- 2015: Interrogations Gone Wrong (Fernsehserie, Episode 1x07)
- 2016: Bid Big (Fernsehserie, Episode 1x01)
- 2016: Massacre on Aisle 12
- 2017: Fatales Vertrauen – Dem Mörder so nah (Unusual Suspects, Fernsehdokuserie, Episode 1x02)
- 2017: 6:66 PM
- 2018: Ice: The Movie
- 2019: Once Upon a Time in Hollywood
- 2019: Weedjies: Halloweed Night
- 2019: Red Letters
- 2019: One Bad Night (Kurzfilm)
- 2020: Pink Bike (Kurzfilm)
- 2020: Quarantine Assassin (Miniserie, Episode 1x04)
- 2020: Death Cat vs Christmas
- 2021: Amityville Hex
- 2021: Self Isolated
- 2022: Vegas Is Calling (Kurzfilm)
- 2023: Transmorphers 2: Kriegsbestien-Mech (Transmorphers: Mech Beasts)
- 2023: Eccentrip (Kurzfilm)

### Synchronisationen
- 2010: The Trouble with Terkel
- 2021: The Homework's Revenge: Esther in Wonderland

### Filmschaffender
- 2009: Amateur Hour Comedy Show (Kurzfilm; Drehbuch, Produktion)
- 2010: The Chad Ridgely Show (Fernsehserie, Episode 1x01; Drehbuch)
- 2010: Robert De Niro Loves Porn (Kurzfilm; Drehbuch, Produktion)
- 2011: Sketchers Comedy Special (Drehbuch, Produktion, Regie)
- 2013: The Hand of Now (Kurzfilm; Produktion)
- 2013: Acting with Sharks (Kurzfilm; Drehbuch, Produktion, Regie)
- 2015: Interrogations Gone Wrong (Fernsehserie, Episode 1x01; Produktion)
- 2016: Massacre on Aisle 12 (Drehbuch, Produktion)
- 2017: 6:66 PM (Drehbuch, Produktion)
- 2020: Little Green People (Produktion)
- 2021: Self Isolated (Drehbuch, Produktion, Regie)
- 2022: Vegas Is Calling (Kurzfilm; Drehbuch, Produktion, Regie)
- 2023: Eccentrip (Kurzfilm; Drehbuch, Regie)